# Rimondés
Rimondés (en francès Rimondeix) és una localitat i comuna de França, a la regió de la Nova Aquitània, departament de la Cruesa. La seva població al cens de 1999 era de 73 habitants. Està integrada a la Communauté de communes du Carrefour des Quatre Provinces.

## Demografia
| 1968 | 1975 | 1982 | 1990 | 1999 | 2013 |
| ---- | ---- | ---- | ---- | ---- | ---- |
| 118  | 106  | 71   | 78   | 73   | 74   |

## Administració
| Període   | Identitat      | Partit |
| --------- | -------------- | ------ |
| 2001-2008 | Alain Brayelle |        |
| 2008-     | Serge Jannot   |        |